# KFC Vrij Arendonk
KFC Vrij Arendonk was een Belgische voetbalclub uit Arendonk. De club was aangesloten bij de KBVB met stamnummer 6561 en had rood en wit als kleuren. KFC Vrij Arendonk speelde zijn hele bestaan in de provinciale reeksen, met de 2de provinciale als hoogst bereikte divisie.

## Geschiedenis
FC Vrij Arendonk werd in 1962 opgericht in Arendonk, waar al KFC Verbroedering Arendonk speelde. De naam 'Vrij' slaat op Voorheide, het gehucht waar de club gevestigd was. Men sloot zich aan bij de Belgische Voetbalbond en ging in de provinciale reeksen spelen. Vrij Arendonk speelde er periodes in Vierde, Derde, tot in Tweede Provinciale, en kwam daarbij af en toe uit in dezelfde reeks als dorpsgenoot Verbroedering Arendonk.
In maart 2018 maakte de club bekend te fusioneren met KFC Verbroedering Arendonk vanaf seizoen 2018-'19. De nieuwe club zal KFC Arendonk Sport heten en spelen met stamnummer 915. De clubkleuren worden blauw en rood. De wedstrijden van de eerste ploeg zullen gespeeld worden op de Meulegoor.

## Bekende (ex-)spelers
- Leo Hendrickx